# 札幌日経賞
札幌日経賞（さっぽろにっけいしょう）は日本中央競馬会(JRA)が札幌競馬場の芝2600mで施行される中央競馬の競走である。寄贈賞を提供する日本経済新聞社は、東京・大阪に本社を置く新聞社。また、リステッド競走の中で唯一の長距離レースである。

## 概要
1973年に札幌競馬場ダート1800mで施行された。1989年に芝コースを新設したことで1990年にはダートから芝に変更され、2000年から施行距離を現行の芝2600mとなった。また名称も最初は『札幌日経賞』として施行されたが、1993年に『札幌日経オープン』に改称され、2025年に札幌日経賞に名称を戻した。
優勝馬には日本ダービーの優勝馬ラッキールーラやフェブラリーステークス(当時フェブラリーハンデキャップ)の優勝馬リキサンパワー、マイルチャンピオンシップの優勝馬シンコウラブリイ、宝塚記念の優勝馬ブローザホーンなど重賞優勝馬が勝利している。また、指定交流競走にしていされてるため地方出身馬の優勝おり、北関東G1高崎大賞典の優勝馬ウインビクトリーや1983年の南関東三冠馬サンオーイなどがいる。
しかし、2着や3着にも重賞優勝馬はおり、2008年の2着馬には後のジャパンカップ優勝馬スクリーンヒーロー、2000年の2着馬に後のマイルチャンピオンシップの優勝馬トウカイポイントや1997年3着馬に後のエリザベス女王杯の優勝馬エリモシックなどの重賞勝ち馬もいる。
賞金は1着2800万円、2着1100万円、3着700万円、4着420万円、5着280万円となっている。

## 歴史
- 1973年 札幌競馬場ダート1800mのオープン特別として施行。
- 1990年 施行距離を芝1800mに変更。
- 1992年 指定交流競走に指定。
- 1997年 札幌競馬場開設90周年を記念して『札幌競馬場開設90周年記念札幌日経オープン』として施行[7]。
- 2007年 馬インフルエンザの流行のため、同年に限り通常の1000万条件・芝1500mでの開催となり、レース名も「札幌日経賞」となった。
- 2013年 札幌競馬場改修工事に伴い函館競馬場で開催[8]。
- 2019年 リステッド競走に指定[9][10]。
- 2020年 新型コロナウイルス感染症の影響により、客を入れない「無観客競馬」で施行[11][12]。

## 歴代優勝馬
優勝馬の馬齢は、現行表記に揃える。
コース種別は1973年から1989年までがダート、1990年から現在までが芝となっている。
| 施行日        | 競馬場 | 距離  | 条件       | 優勝馬             | 年齢 | タイム | 優勝騎手   | 管理調教師 | 馬主                     |
| ------------- | ------ | ----- | ---------- | ------------------ | ---- | ------ | ---------- | ---------- | ------------------------ |
| 1973年7月1日  | 札幌   | 1800m | オープン   | コーヨー           | 牡5  | 1:50.9 | 郷原洋行   | 内藤潔     | 佐藤欣治                 |
| 1974年6月30日 | 札幌   | 1800m | オープン   | ホウシュウエイト   | 牡4  | 1:51.9 | 福永洋一   | 日迫清     | 上田清次郎               |
| 1975年6月27日 | 札幌   | 1800m | オープン   | サンチャイナ       | 牡4  | 1:51.7 | 中島敏文   | 上田武司   | ホースマンクラブ         |
| 1976年6月20日 | 札幌   | 1800m | オープン   | グレートセイカン   | 牡4  | 1:50.4 | 郷原洋行   | 大久保房松 | 鈴木一朗                 |
| 1977年6月19日 | 札幌   | 1800m | オープン   | ケイシュウフオード | 牡4  | 1:51.7 | 福永洋一   | 日迫清     | 松岡正雄                 |
| 1978年8月13日 | 札幌   | 1800m | オープン   | マチカネタイテイ   | 牡5  | 1:52.6 | 加賀武見   | 清田十一   | 細川益男                 |
| 1979年6月16日 | 札幌   | 1800m | オープン   | ハヤグリーン       | 牡4  | 1:55.2 | 郷原洋行   | 大久保房松 | 林守根                   |
| 1980年6月15日 | 札幌   | 1800m | オープン   | ラッキールーラ     | 牡6  | 1:52.1 | 伊藤正徳   | 尾形藤吉   | 吉原貞敏                 |
| 1981年6月7日  | 札幌   | 1800m | オープン   | ウインビクトリー   | 牡4  | 1:51.1 | 郷原洋行   | 大久保房松 | 栗林英雄                 |
| 1982年6月13日 | 札幌   | 1800m | オープン   | キタノリキオー     | 牡5  | 1:52.5 | 的場均     | 伊藤竹男   | 高山幸雄                 |
| 1983年6月12日 | 札幌   | 1800m | オープン   | オーバーレインボー | 牡6  | 1:52.8 | 田島良保   | 土門一美   | 鳥居茂三                 |
| 1984年6月10日 | 札幌   | 1800m | オープン   | サンオーイ         | 牡4  | 1:52.1 | 東信二     | 矢野進     | 酒巻仁五郎               |
| 1985年6月9日  | 札幌   | 1800m | オープン   | デリジャーアモン   | 牡5  | 1:50.2 | 田島良保   | 佐藤征助   | （株）アモン             |
| 1986年6月8日  | 札幌   | 1800m | オープン   | リキサンパワー     | 牡5  | 1:50.1 | 田面木博公 | 高松邦男   | 岩井三郎                 |
| 1987年6月14日 | 札幌   | 1800m | オープン   | ライフタテヤマ     | 牡5  | 1:50.8 | 猿橋重利   | 安田伊佐夫 | 辻幸雄                   |
| 1988年6月12日 | 札幌   | 1800m | オープン   | ダイナオリンピア   | 牡5  | 1:50.3 | 本田優     | 宇田明彦   | （有）社台レースホース   |
| 1989年6月11日 | 札幌   | 1700m | オープン   | エーコーシーザー   | 牡4  | 1:43.3 | 安田富男   | 安田伊佐夫 | 池内賢市                 |
| 1990年6月10日 | 札幌   | 1800m | オープン   | レディゴシップ     | 牝4  | 1:48.6 | 安田富男   | 尾形充弘   | （有）社台レースホース   |
| 1991年6月9日  | 札幌   | 1800m | オープン   | ミスターアロマック | 牡5  | 1:48.8 | 河内洋     | 長浜博之   | 谷水雄三                 |
| 1992年6月14日 | 札幌   | 1800m | オープン   | マルセイグレート   | 牡6  | 1:48.1 | 小島太     | 伊藤修司   | 村上義勝                 |
| 1993年6月13日 | 札幌   | 1800m | オープン   | シンコウラブリイ   | 牝4  | 1:47.6 | 岡部幸雄   | 藤沢和雄   | 安田修                   |
| 1994年6月12日 | 札幌   | 1800m | オープン   | ホクトベガ         | 牝4  | 1:47.2 | 加藤和宏   | 中野隆良   | 金森森商事（株）         |
| 1995年6月11日 | 札幌   | 1800m | オープン   | ホッカイセレス     | 牝5  | 1:47.9 | 安田富男   | 伊藤正徳   | 石田宏                   |
| 1996年6月9日  | 札幌   | 1800m | オープン   | フェアダンス       | 牝4  | 1:47.6 | 安田康彦   | 武宏平     | 原口輝昭                 |
| 1997年8月3日  | 札幌   | 1800m | オープン   | ナリタプロテクター | 牡4  | 1:46.7 | 藤田伸二   | 中尾謙太郎 | 山路秀則                 |
| 1998年8月9日  | 札幌   | 1800m | オープン   | スノーエンデバー   | 牡4  | 1:47.6 | 佐藤哲三   | 森秀行     | 藤本龍也                 |
| 1999年8月8日  | 札幌   | 1800m | オープン   | シンボリフェザード | 騙6  | 1:48.6 | 岡部幸雄   | 藤沢和雄   | シンボリ牧場 （有）      |
| 2000年9月10日 | 札幌   | 2600m | オープン   | インターフラッグ   | 牡7  | 2:44.8 | 加藤和宏   | 南井克巳   | 松岡留枝                 |
| 2001年9月9日  | 札幌   | 2600m | オープン   | ファイトコマンダー | 牡5  | 2:42.3 | 藤田伸二   | 中尾謙太郎 | 品川昇                   |
| 2002年9月8日  | 札幌   | 2600m | オープン   | スエヒロコマンダー | 牡7  | 2:41.3 | 武幸四郎   | 松元茂樹   | （株）みどり住宅         |
| 2003年9月14日 | 札幌   | 2600m | オープン   | ナチュラルナイン   | 牡3  | 2:43.4 | 四位洋文   | 小林伸義   | 李子龍                   |
| 2004年9月12日 | 札幌   | 2600m | オープン   | ハッピールック     | 騙6  | 2:41.8 | 藤田伸二   | 藤沢和雄   | 小林英一                 |
| 2005年9月11日 | 札幌   | 2600m | オープン   | ダディーズドリーム | 牡6  | 2:43.0 | 本田優     | 松田博資   | （有）サンデーレーシング |
| 2006年9月3日  | 札幌   | 2600m | オープン   | トウショウナイト   | 牡5  | 2:39.9 | 武士沢友治 | 保田一隆   | 藤田衛成                 |
| 2007年9月2日  | 札幌   | 1500m | 1000万下   | キタサンメッセージ | 牝5  | 1:29.5 | 小林徹弥   | 須貝彦三   | （有）大野商事           |
| 2008年9月7日  | 札幌   | 2600m | オープン   | ビエンナーレ       | 牝5  | 2;42.2 | 三浦皇成   | 河野通文   | 松本俊廣                 |
| 2009年9月6日  | 札幌   | 2600m | オープン   | エアジパング       | 騙6  | 2:40.7 | 池添謙一   | 藤原英昭   | （株）ラッキーフィールド |
| 2010年9月5日  | 札幌   | 2600m | オープン   | トウカイメロディ   | 牡3  | 2:40.7 | 吉田隼人   | 後藤由之   | 内村正則                 |
| 2011年9月4日  | 札幌   | 2600m | オープン   | ゴールデンハインド | 牡5  | 2:42.4 | 荻野琢真   | 大竹正博   | 吉田和子                 |
| 2012年8月4日  | 札幌   | 2600m | オープン   | ルルーシュ         | 牡4  | 2:38.8 | 横山典弘   | 藤沢和雄   | 山本英俊                 |
| 2013年8月4日  | 函館   | 2600m | オープン   | セイカプレスト     | 牡7  | 2:41.5 | 津村明秀   | 相沢郁     | 久米大                   |
| 2014年8月10日 | 札幌   | 2600m | オープン   | バンデ             | 牡4  | 2:40.9 | 三浦皇成   | 矢作芳人   | 林正道                   |
| 2015年8月8日  | 札幌   | 2600m | オープン   | ペルーサ           | 牡8  | 2:38.7 | C.ルメール | 藤沢和雄   | 山本英俊                 |
| 2016年8月6日  | 札幌   | 2600m | オープン   | モンドインテロ     | 牡4  | 2:39.8 | C.ルメール | 手塚貴久   | （有）シルクレーシング   |
| 2017年8月5日  | 札幌   | 2600m | オープン   | モンドインテロ     | 牡5  | 2:40.6 | C.ルメール | 手塚貴久   | （有）シルクレーシング   |
| 2018年8月4日  | 札幌   | 2600m | オープン   | ヴォージュ         | 牡5  | 2:40.4 | 藤岡康太   | 西村真幸   | 杉山忠国                 |
| 2019年8月3日  | 札幌   | 2600m | リステッド | カフジプリンス     | 牡6  | 2:40.7 | 吉田隼人   | 矢作芳人   | 加藤守                   |
| 2020年8月8日  | 札幌   | 2600m | リステッド | ポンデザール       | 牝5  | 2:37.6 | C.ルメール | 堀宣行     | （有）サンデーレーシング |
| 2021年8月7日  | 函館   | 2600m | リステッド | ディアスティマ     | 牡4  | 2:39.8 | 吉田隼人   | 高野友和   | （有）サンデーレーシング |
| 2022年8月6日  | 札幌   | 2600m | リステッド | ハーツイストワール | 牡6  | 2:41.5 | 武豊       | 国枝栄     | 嶋田賢                   |
| 2023年8月5日  | 札幌   | 2600m | リステッド | ブローザホーン     | 牡4  | 2:24.0 | 岩田康誠   | 中野栄治   | 岡田牧雄                 |
| 2024年8月3日  | 札幌   | 2600m | リステッド | ショウナンバシット | 牡5  | 2:38.9 | 佐々木大輔 | 須貝尚介   | 国本哲秀                 |
| 2025年7月27日 | 札幌   | 2600m | リステッド | スティンガーグラス | 牡4  | 2:41.7 | 北村友一   | 木村哲也   | エムズレーシング         |

## 日本経済新聞が協賛するその他の寄贈賞
- 日経賞（GII 中山競馬場）
- 日経新春杯（GII 京都競馬場）
- 中京日経賞（2勝クラス 中京競馬場）
- 小倉日経賞（オープン特別 小倉競馬場、2024年までは小倉日経オープン）